# 878 Mildred
A 878 Mildred (ideiglenes jelöléssel 1916 f) a Naprendszer kisbolygóövében található aszteroida. Seth Barnes Nicholson fedezte fel 1916. szeptember 6-án.